# Hoslovice

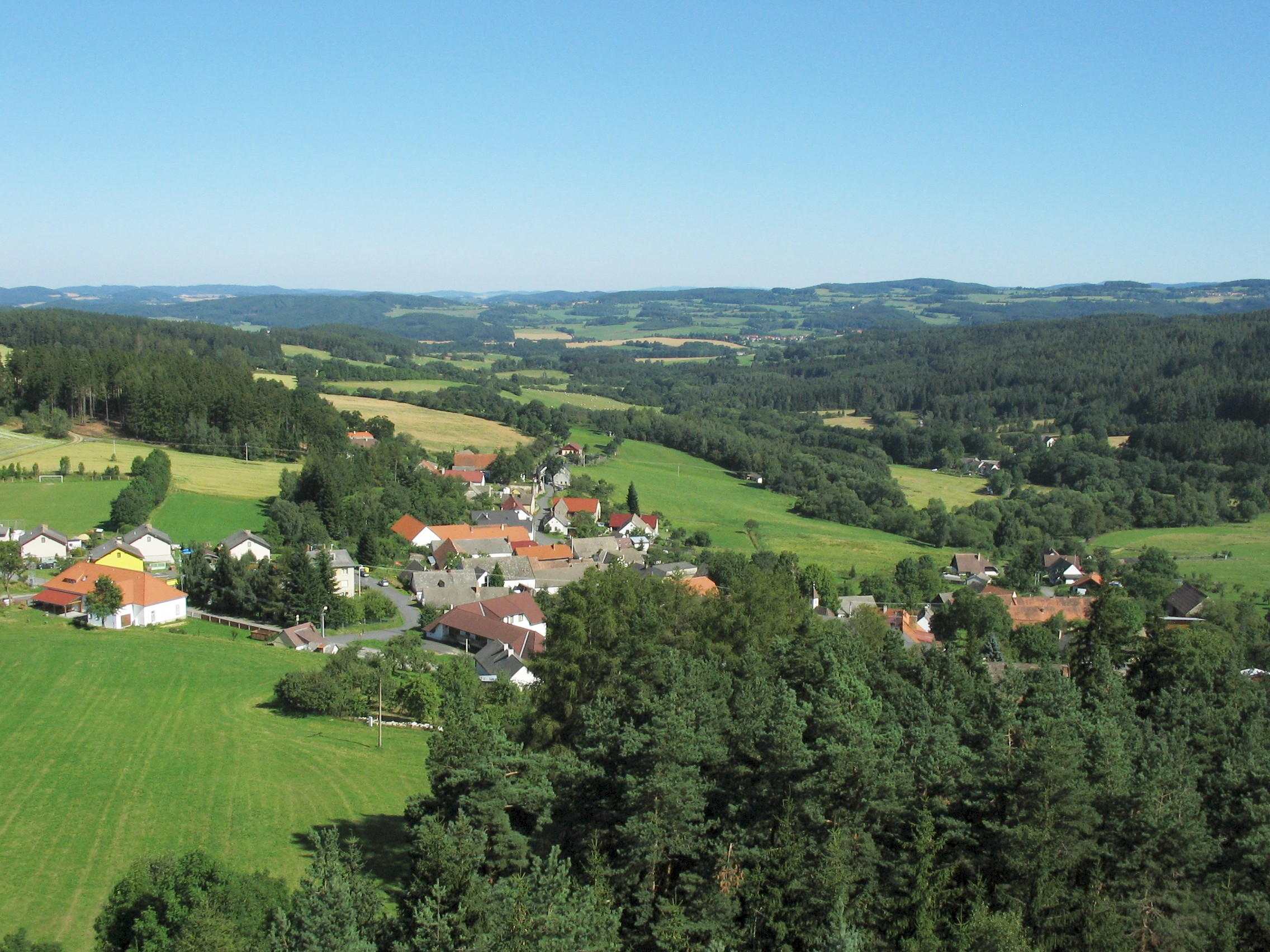
Ortsansicht vom Aussichtsturm

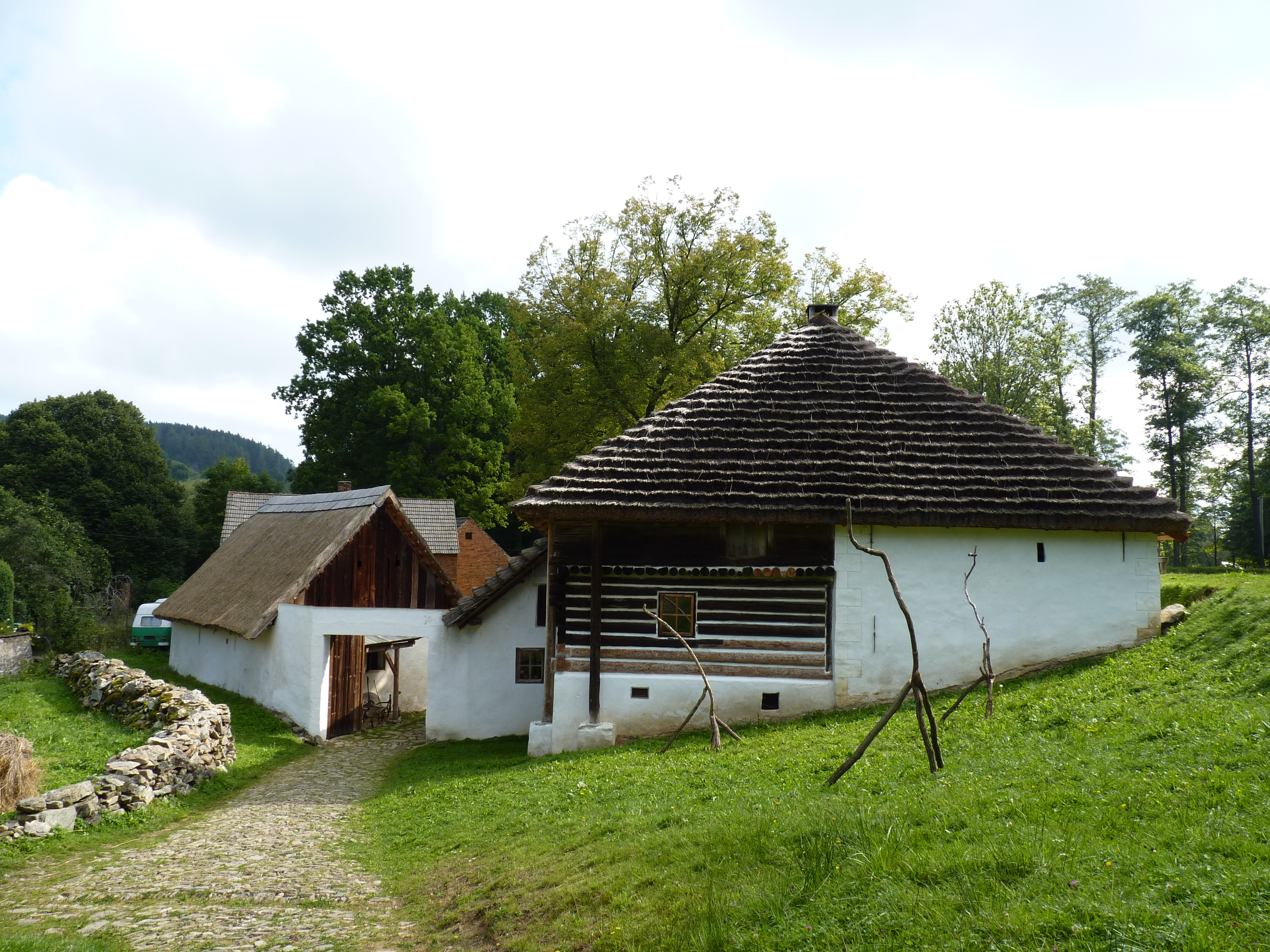
Wassermühle in Podhoslovičký

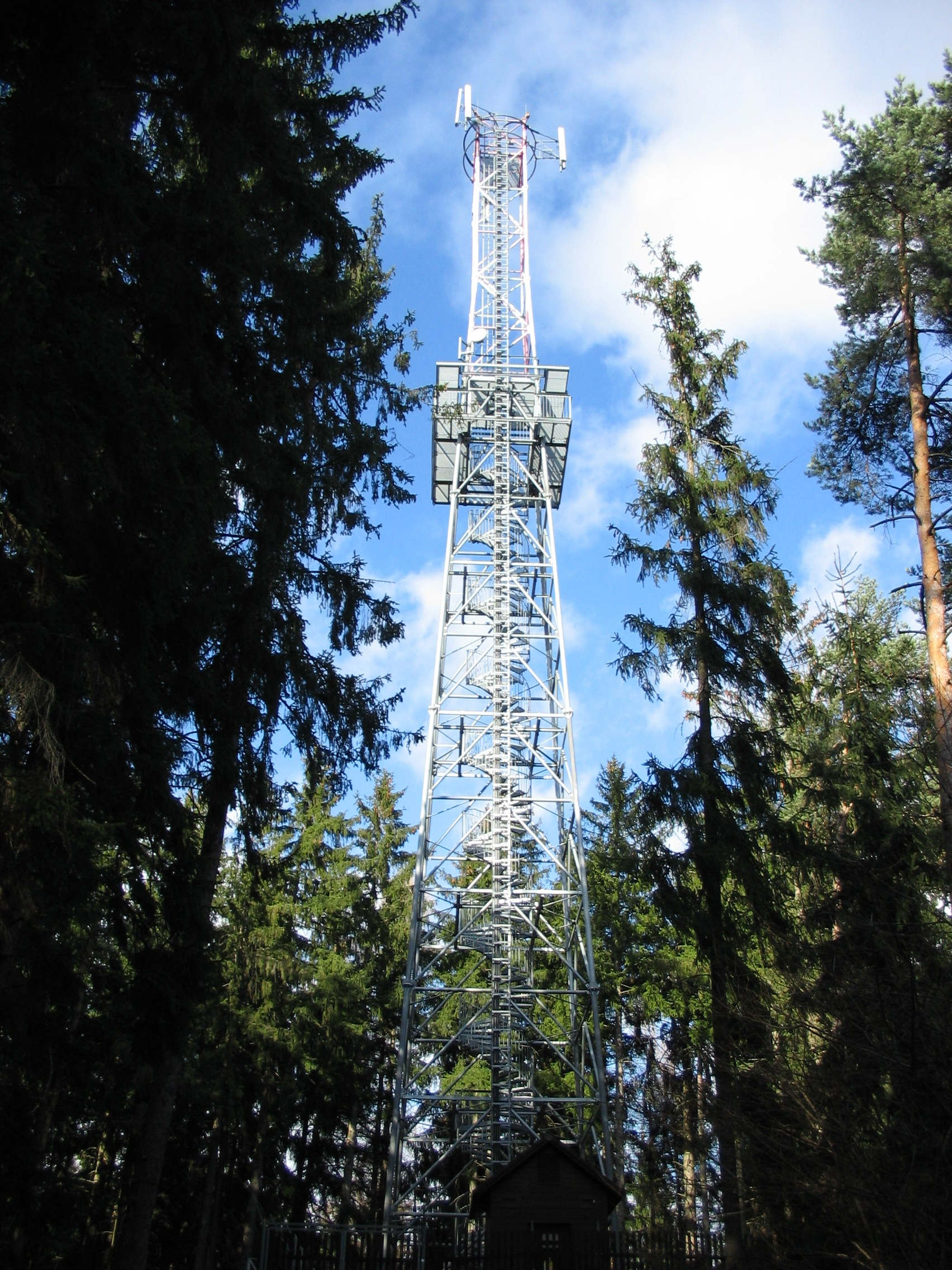
Telekommunikations- und Aussichtsturm

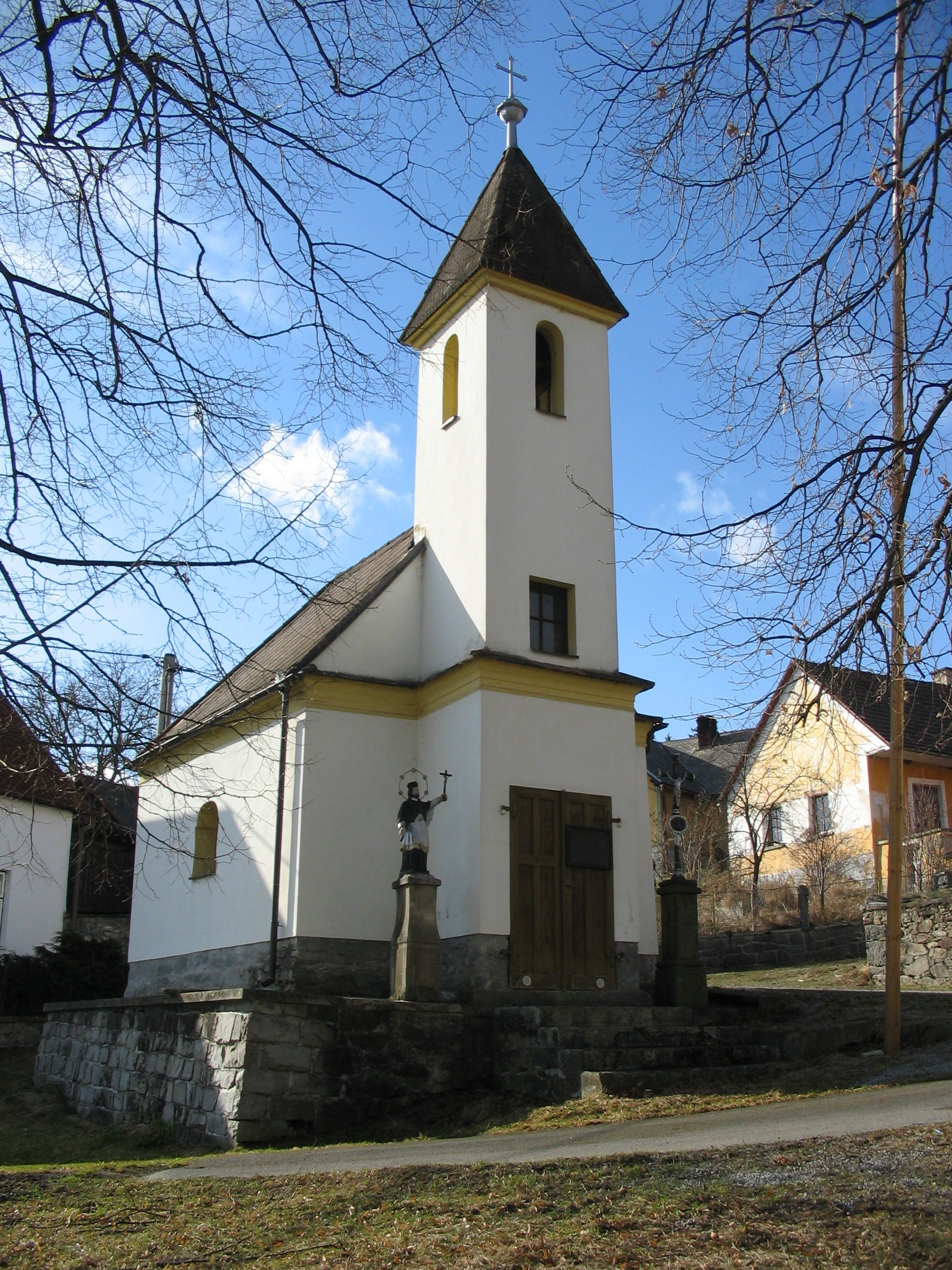
Kapelle des hl. Wenzel in Hoslovice

Hoslovice (deutsch Hoslowitz) ist eine Gemeinde in Tschechien. Sie liegt zehn Kilometer nordwestlich von Volyně in Südböhmen und gehört zum Okres Strakonice.

## Geographie

### Geographische Lage
Hoslovice befindet sich linksseitig über dem Tal des Baches Hoslovický potok auf einem Höhenzug im Vorland des Böhmerwaldes.  Nordöstlich entspringt der Němčický potok. Im Nordosten erheben sich die Hůrka (676 m) und der Mladotický vrch (703 m), östlich die Čekanka (668 m), im Süden die Osičina (714 m) und die Chrasnice (711 m), südwestlich der Novoveský vrch (765 m), die Buková skála (766 m), der Kůstrý (837 m) und der Altán (845 m) sowie nordwestlich der Hoslovický vrch (674 m).

### Gemeindegliederung
Die Gemeinde Hoslovice besteht aus den Ortsteilen Hodějov (Hodejow), Hoslovice (Hoslowitz) und Škrobočov (Skrotschau) sowie den Ansiedlungen Podhoslovičký und Pohodnice.

### Nachbargemeinden
Nachbarorte sind Škůdra und Zvotoky im Norden, Hodějov, Zahorčice und Jetišov im Nordosten, Němčice und Nihošovice im Osten, Střídka und Radešov im Südosten, Podhoslovičký, Pohodnice, Dřešínek, Hořejšice und Dobrš im Süden, Drážov, Kváskovice und Novoveské Samoty im Südwesten, Nová Ves, Na Bláních, U Rejšků, Panské Mlýny und Prachař im Westen sowie Strašice und Předměstí im Nordwesten.

## Geschichte
Die erste schriftliche Erwähnung von Hosstlowicze erfolgte 1352 in einer Urkunde der Kreuzherren mit dem Roten Stern, in der auch eine Mühle genannt ist. Zum Ende des 15. Jahrhunderts erwarben die Herren von Rosenberg die Güter Němčice, Zahorčice, Hodějov und Hoslovice. Seit der berní rula von 1654 lassen sich die Wassermühle und deren Besitzer nachweisen. Zum Ende des 16. Jahrhunderts wurde Hoslovice an das Gut Němčice angeschlossen. Besitzer waren die Ritter Chřepický von Modlíškovice. 1696 kaufte der Prager Dompropst Johann Ignatz Freiherr Chanowsky Dlauhowesky von Langendorf das Gut Němčice. Am 10. Jänner 1701 vereinigte er testamentarisch die Güter Němčice und Hoděgow mit dem Gut Kraselov zu einem Fideikommiss für seinen Neffen Adam Joseph Freiherr Chanowsky Krasylowsky Dlauhowesky von Langendorf. Das Fideikommissgut blieb danach immer im Besitz der Freiherren Chanowsky. Bis ins 19. Jahrhundert wurde das Dorf als Hostlovice bezeichnet. Die erste Schule nahm im 19. Jahrhundert in einem Privathaus den Unterricht auf.
Im Jahre 1840 bestand Hoslowitz aus 64 Häusern mit 448 Einwohnern. 48 Häuser gehörten zum Gut Niemtschitz, acht zur Herrschaft Wolin, sieben zur Herrschaft Sutrakonitz und eines zum Gut Wohraženitz (Ohrazenice). Im Ort bestanden eine obrigkeitliche Schäferei und zwei Wirtshäuser. Abseitig lagen eine Abdeckerei und Häuslerchaluppe. Pfarrort war Čestitz. Bis zur Mitte des 19. Jahrhunderts blieb Hoslowitz immer größtenteils dem Dominiums Niemtschitz im Fideikommissgut Niemtschitz samt Krasilau untertänig.
Nach der Aufhebung der Patrimonialherrschaften bildete Hoslovice/Hoslowitz ab 1850 mit dem Ortsteil Skrobočov eine Gemeinde in der Bezirkshauptmannschaft Strakonice und dem Gerichtsbezirk Volyně. Im Jahre 1890 bestand Hoslovice aus 54 Häusern und hatte 700 tschechischsprachige Einwohner. 1892 wurde ein neues Schulhaus eingeweiht, das jedoch mit wenig Weitsicht nur für den einklassigen Unterricht konzipiert war. Die Freiwillige Feuerwehr gründete sich 1895. Nachdem 1904 die Anzahl der Schüler auf über 100 gestiegen war, musste eine zweite Klasse gebildet werden, die provisorisch im alten Klassenzimmer im Haus Nr. 52 unterrichtet wurde. 1920 lebten in den 68 Häusern von Hoslovice 412 Personen. Die meisten der Bewohner lebten von der Landwirtschaft; einige Männer verdienten sich ihren Lebensunterhalt als Lohnarbeiter in Pilzen bzw. in nordböhmischen Ziegeleien, andere als Bauarbeiter in Sachsen und dem Rheinland. Ab dem 1. September 1926 erfolgte der Schulunterricht in einem neuen zweiklassigen Schulgebäude. 1949 wurde das Dorf elektrifiziert. Im Jahre 1949 wurde die Gemeinde dem Okres Vimperk zugeordnet und kam 1960 nach dessen Aufhebung wieder zum Okres Strakonice zurück. 1964 wurde Hodějov eingemeindet. Mit dem Ende des Schuljahres 1967/68 wurde der Unterricht in Hoslovice eingestellt. Das Schulgebäude dient heute als Gemeindeamt.

## Kultur und Sehenswürdigkeiten
- Wassermühle Podhoslovičký, die seit 1654 schriftlich nachweisliche Mühle stammt wahrscheinlich aus dem 14. Jahrhundert. Dendrologische Untersuchungen der Deckenkonstruktion des Speichers ergaben, dass das Holz von 1568 und 1569 geschlagenen Bäumen stammt. Am 1. März 2005 erwarb der Jihočeský kraj die Mühle von der Familie Harant, die sie seit 1829 besaß, und übertrug sie dem Muzeum středního Pootaví Strakonice. Die Mühle und ihre Nebengebäude wurden im selben Jahre saniert. Im Jahre 2008 wurde in Podhoslovičký ein mittelalterliches Freilichtmuseum eröffnet. Sie gilt landesweit als die älteste erhaltene Wassermühle und wurde 2008 zum Nationalen Kulturdenkmal erklärt.
- Telekommunikations- und Aussichtsturm der T-Mobile, nordwestlich von Hoslovice auf einem Nebengipfel des Hoslovický vrch in 668 m.n.m., die 50 m hohe Stahlkonstruktion wurde 2005 fertiggestellt und hat in 29 m Höhe eine frei zugängliche Aussichtsplattform
- Kapelle des hl. Wenzel auf dem Dorfplatz von Hoslovice, sie wurde 1902 errichtet und zunächst dem hl. Johannes von Nepomuk geweiht. Während der ersten Kirmes im Jahre 1930 wurde sie dem Hl. Wenzel geweiht.
- Gedenkstein für die Gefallenen des Ersten Weltkrieges vor der Schule, enthüllt 1921
- Nischenkapelle in Hoslovice
- Kapelle des hl. Adalbert auf dem Dorfplatz von Hodějov
- Kapelle auf dem Dorfplatz von Škrobočov
- Gehöft Nr. 1 in Škrobočov im Bauernbarockstil